# Santiago del Collado
Santiago del Collado ist ein zentralspanischer Ort und eine Gemeinde (Municipio) mit 162 Einwohnern (Stand: 2024) in der Provinz Ávila in der Autonomen Region Kastilien-León. Neben dem gleichnamigen Hauptort Santiago del Collado besteht die Gemeinde aus den Ortschaften Las Casas de Navancuerda, El Collado, La Lastra, Navalmahillo, Navamuñana, Nogal, Santiuste, Valdelaguna, La Venta del Alto und El Zarzal sowie den Wüstungen El Poyal und Navarbeja. 

## Lage und Klima
Die Gemeinde Santiago del Collado liegt auf der Nordseite der Sierra de Gredos im Südwesten der Provinz Ávila in einer Höhe von ca. 1185 m. Die Entfernung nach Ávila beträgt knapp 70 km (Fahrtstrecke) in ostnordöstlicher Richtung. Das Klima ist gemäßigt bis warm; der Regen (838 mm/Jahr) fällt mit Ausnahme der trockenen Sommermonate übers Jahr verteilt.

## Bevölkerungsentwicklung
| Jahr      | 1970 | 1981 | 1991 | 2001 | 2011 | 2021 |
| Einwohner | 571  | 427  | 337  | 269  | 203  | 175  |

## Sehenswürdigkeiten

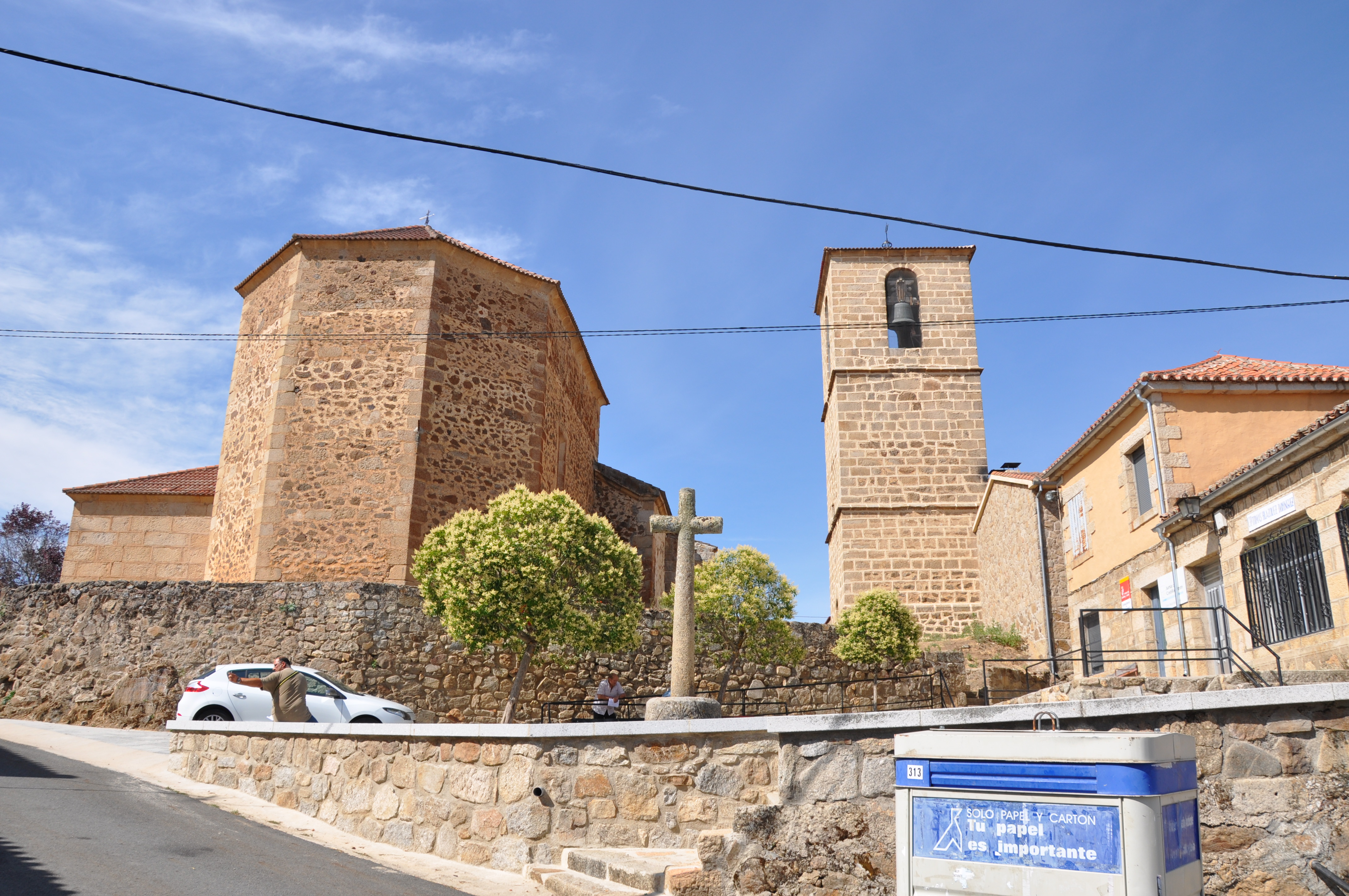
Jakobuskirche

- Jakobuskirche